# جيمي هوستون
جيمي هوستون (بالإنجليزية: Jimmy Houston) هو كاتب أمريكي، ولد في 1944.